# Teodoro Buhain
Teodoro Javier Buhain (ur. 4 sierpnia 1937 w Bacoor, zm. 13 listopada 2024 w San Juan) – filipiński duchowny rzymskokatolicki, biskup pomocniczy Manili w latach 1983–2003, od 2003 biskup senior archidiecezji Manili.

## Życiorys
Teodoro Javier Buhain urodził się 4 sierpnia 1937 w Bacoor w regionie CALABARZON na wyspie Luzon. Formację kapłańską otrzymał w seminarium duchownym w Manili. Święcenia prezbiteratu przyjął 21 grudnia 1960.
5 stycznia 1983 papież Jan Paweł II prekonizował go biskupem pomocniczym Manili ze stolicą tytularną Bacanaria. Święcenia biskupie otrzymał 21 lutego 1983 w archikatedrze Niepokalanego Poczęcia NMP. Udzielił mu ich arcybiskup Bruno Torpigliani, nuncjusz apostolski na Filipinach, w asyście Oscara Cruza, arcybiskupa metropolity San Fernando, i Amado Paulino y Hernandez, biskupa pomocniczego Manili.
23 września 2003 papież Jan Paweł II przyjął jego rezygnację z obowiązków biskupa pomocniczego Manili.